# Браунау на Ин
Браунау ам Ин (на немски: Braunau am Inn, в превод Браунау на Ин) е град в Австрия.

## География
Градът е разположен в провинция Горна Австрия на река Ин (от където носи и част от името си), близо до границата с Германия. Надморска височина 351 м. Има жп гара. Отстои на 60 km на север от Залцбург. Население 16 351 жители към 1 април 2009 г.

## История
Основан е като селище през 788 г., а през 1260 г. получава статут на град.

## Други събития
В Браунау ам Ин на 20 април 1889 г. е роден фюрера Адолф Хитлер. През 1989 година кметът Герхард Скиба полага „предупредителен монумент“ срещу войната и фашизма. От 1992 г. фондация за съвременна история организира „Дни на съвременната история на Браунау“, след 1998 г. там се провеждат ежегодно срещите на Австрийската мемориална служба за възпоминание на жертвите на Холокоста. През 2000 г. местният вестник „Браунау Рундшау“ организира „акция с подписка“ под девиза „Браунау оставя една следа“.
В отдалеченото само на няколко километра германско градче Марктъл на 16 април 1927 г. е роден папа Бенедикт XVI.